# Pierre Hassner

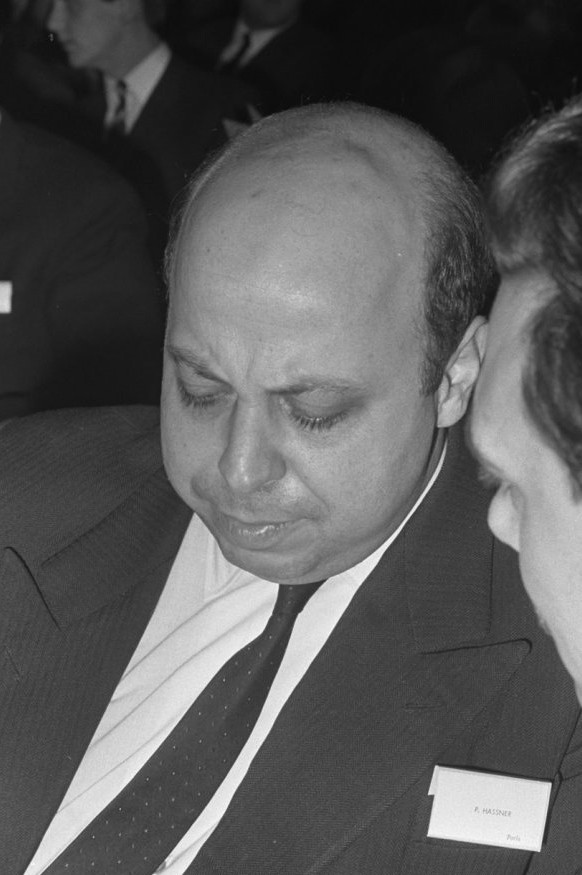
Pierre Hassner (1969)

Pierre Hassner (* 31. Januar 1933 in Bukarest, Rumänien; † 26. Mai 2018) war ein französischer Politologe, politischer Philosoph und Experte für internationale Beziehungen.

## Leben
Pierre Hassner wurde 1933 in Bukarest (Rumänien) als einziger Sohn eines Börsenmaklers in eine bürgerliche jüdische Familie geboren, deren Vorfahren ursprünglich aus Kischinau (Chișinău) stammten. Wie die meisten Kinder rumänischer und jüdisch-frankophiler Familien besuchte Hassner zunächst das französische Gymnasium in Bukarest. Das pro-nationalsozialistische Regime von General Ion Antonescu, verantwortlich für die Verfolgung rumänischer Juden während des Zweiten Weltkriegs, überlebten seine Eltern und er, indem die Familie zum Katholizismus konvertierte. 1948, ein Jahr nach Beginn des Kalten Krieges und der Errichtung des Kommunismus in Rumänien, wanderte Pierre Hassner mit seinen Eltern nach Paris (Frankreich) aus.
Hassner war ein brillanter Schüler und machte 1950 im frühen Alter von 16 Jahren sein Abitur am Lycée Janson de Sailly. 1952 bis 1955 studierte er an der École Normale Superieure mit der Agrégation in Philosophie 1955, war 1956 bis 1959 als Rockefeller Fellow in den USA, wo er an der University of Chicago ein Schüler von Leo Strauss war. Zurück in Paris war er ein Schüler von Raymond Aron am Institut d’études politiques de Paris (Sciences Po). Er war seit 1959  am CERI (Centre d’études et de recherches internationales), wo er Forschungsdirektor wurde. Er lehrte auch 1964 bis 2003 internationale Beziehungen am Sciences Po und am europäischen Zentrum der Johns Hopkins University in Bologna.
Hassner war Gastprofessor in Chicago (1998), an der Harvard University (2000), am Genfer Institut des Hautes études Internationales (2004/2005), an der Université du Québec à Montréal (2007) und am Claremont McKenna Colleg in Kalifornien (2009).
Er befasste sich insbesondere mit internationalen Beziehungen und Geopolitik in der Zeit des Kalten Krieges und in der Zeit danach.
2005 erhielt er den Prix Alexis de Tocqueville. Er war auswärtiges Ehrenmitglied der American Academy of Arts and Sciences und Ehrendoktor der Université du Québec à Montréal.

## Schriften
- Change and Security in Europe, Adelphi Papers 45 und 48, London, International Institute for Strategic Studies 1968
- Artikel „Kant“ und „Hegel“, in Leo Strauss, Joseph Cropsey, History of Political Philosophy, Chicago, 1973.
- mit Gilles Andréani: Justifier la guerre? De l'humanitaire au contre-terrorisme, Paris, Presses de Sciences Po, 2005.
- La terreur et l'empire. La violence et la paix II, Paris, Le Seuil, 2003.
- Herausgeber mit Roland Marchal: Guerre et Sociétés. États et violence après la guerre froide, Paris, Karthala, 2003.
- mit Justin Vaïsse:  Washington et le monde. Dilemmes d'une superpuissance, Paris, Autrement, 2003.
- La violence et la paix. De la bombe atomique au nettoyage ethnique, Paris, Éditions Esprit 1995, gekürzte Neuauflage: Le Seuil. (Coll. „Points“), 2000.
- L'avenir de la guerre : entre la bombe humaine et le drone, Sciences Humaines, Hors-série, Dezember 2012

## Belege
1. ↑  Pierre Hassner, grand spécialiste des relations internationales, est mort, französisch, abgerufen am 27. Mai 2018
2. ↑  Le Monde 27. Mai 2018: Pierre Hassner, grand spécialiste des relations internationales, est mort

| Personendaten    | Personendaten                                                                              |
| ---------------- | ------------------------------------------------------------------------------------------ |
| NAME             | Hassner, Pierre                                                                            |
| KURZBESCHREIBUNG | französischer Politologe, politischer Philosoph und Experte für internationale Beziehungen |
| GEBURTSDATUM     | 31. Januar 1933                                                                            |
| GEBURTSORT       | Rumänien                                                                                   |
| STERBEDATUM      | 26. Mai 2018                                                                               |